# Evergestis albifasciaria
Evergestis albifasciaria là một loài bướm đêm trong họ Crambidae.